# 古巣馨
古巣 馨（ふるす かおる、1954年（昭和29年） - ）はカトリック長崎教区の司祭 。1981年、初来日したヨハネ・パウロ二世教皇により司祭に叙階 。現在、長崎大司教区法務代理、長崎純心大学教授、日本カトリック神学院講師、列聖列福特別委員会委員、長崎刑務所教誨師 。

## 来歴
洗礼名、フランシスコ・ザビエル。長崎県五島市奈留島出身。南山高等学校出身、。
1981年、初来日したヨハネ・パウロ二世教皇により司祭に叙階 。
1987年2月、ローマ教皇庁立ウルバノ大学 教会法学部、修士（教会法）。
現在、長崎大司教区法務代理、長崎純心大学（人文学部　地域包括支援学科）教授、福岡カトリック神学院講師、列聖列福特別委員会委員、長崎刑務所教誨師。
信徒発見などキリシタン史をテーマとして活動を続ける劇団「さばと座」を主宰。

## 諸活動

### 司祭として
- 長崎県島原市にある島原教会[5][6]の司祭であったときの体験を語る。[7][8]
- 「浦上四番崩れ」流配キリシタン 野外ミサ、講演会（金沢教会）。

2023年4月29日、「卯辰山　殉教者祭2023」。カトリック金沢教会で、古巣 馨の講演会『これは、わたしも受けたものです。』が開催された。そのあと、金沢市の卯辰山にある長崎キリシタン殉教者碑にて、6人の司祭（古巣 馨も入っている）による野外ミサ「殉教者祭ミサ」が行われた。
- NHKテレビ番組　「こころの時代 ～宗教・人生～」の中で、2019年9月8日放送されたカトリック長崎大司教区の司祭・古巣馨が語る番組が “選「長崎の祈り―水がめを運ぶ人々に導かれて―」” として2021年5月9日に放送された[11]。

## 著作
- 古巣馨『ユスト高山右近　いま、降りていく人へ』ドン・ボスコ社、2014年3月1日。ISBN 978-4886265685。
- 古巣馨 (2012年11月1日). “伊東マンショ没後400年特別寄稿 「あなたがたの間では、そうではない － 伊東マンショの霊性 －」” (PDF). https://www.nagasaki.catholic.jp/. 『よきおとずれ』第1000号.   カトリック長崎大司教区広報委員会. p. 5. 2023年9月24日閲覧。
- 古巣馨『旅する教会の神秘: 受けて、証しされた信仰』（PDF） 37巻、上智大学キリスト教文化研究所〈キリスト教文化研究所紀要〉、2019年3月18日、45-67頁。2023年9月24日閲覧。
- 福島 精彦、古巣 馨『風と雲を友として ある先天性脳性まひ者の挑戦』昭英出版、2005年7月。ISBN 4-903184-00-5。